# Dash de Winston-Salem
Le Dash de Winston-Salem (en anglais : Winston-Salem Dash) est une équipe du baseball mineure A basée à Winston-Salem, en Caroline du Nord.
Ils sont affiliés aux White Sox de Chicago (MLB) depuis 1997 et jouent dans la ligue de Caroline (Carolina League). De 1956 à 1995, leur domicile est le Ernie Shore Field (6 200 places), ils jouent actuellement au BB&T Ballpark (5 500 places).
Les joueurs les plus connus y ayant joués sont Carlos Lee, Joe Crede, Jon Garland, et Aaron Rowand.

## Galerie

Ancien logo